# Bert van Megen
Hubertus Matheus Maria (Bert) van Megen (Eygelshoven, 4 oktober 1961) is een Nederlands geestelijke en een diplomaat van het Vaticaan.
Bert van Megen volgde zijn priesteropleiding aan het grootseminarie Rolduc. Hij werd op 13 juni 1987 tot priester gewijd. Vervolgens werkte hij als kapelaan in Nieuw-Einde (gemeente Heerlen) en in Schaesberg (gemeente Landgraaf). Na een opleiding in Rome trad hij toe tot de diplomatieke dienst van de Heilige Stoel.
Van Megen werkte op de nuntiaturen in Soedan, Uruguay, Brazilië, Israël, Slowakije, bij de Verenigde Naties (Zwitserland) en vervolgens als zaakgelastigde in Malawi.
Op 8 maart 2014 werd Van Megen benoemd tot apostolisch nuntius voor Soedan en tot titulair aartsbisschop pro hac vice van Novaliciana. Als zodanig is hij de officiële diplomatieke vertegenwoordiger van de Heilige Stoel in dit land. Zijn bisschopswijding vond plaats op 17 mei 2014 in de Sint-Christoffelkathedraal in Roermond. Hoofdconsecrator was de kardinaal-staatssecretaris Pietro Parolin en co-consecratoren waren bisschop Frans Wiertz van Roermond en de apostolische nuntius aartsbisschop Silvano Maria Tomasi. Als wapenspreuk koos hij: In lumine tuo, dat is: In uw licht. Op 7 juni 2014 werd Van Megen tevens benoemd tot nuntius voor Eritrea.
Van Megen werd op 16 februari 2019 benoemd tot nuntius voor Kenia. Op 19 maart 2019 werd hij tevens benoemd tot nuntius voor Zuid-Soedan.
Op 25 mei 2019 werd Van Megen tevens benoemd als permanent gedelegeerde namens Vaticaanstad bij UN-Habitat.
Van Megen trad op 14 mei 2024 af als nuntius voor Zuid-Soedan.
- Nederlandse Thesaurus van Auteursnamen: 375813365
- Virtual International Authority File: 309903130